# Sonia Delaunay
Pour les articles homonymes, voir Delaunay.
Sonia Delaunay, née Sophie Stern ou bien Sara Illinichtna Stern le 14 novembre 1885 à Gradizhsk en Ukraine (alors dans l'Empire russe) et morte le 5 décembre 1979 à Paris, est une artiste peintre française d'origine ukrainienne.
Adoptée par un oncle maternel, Henri Terk, dont elle prend le nom, elle étudie assez peu les beaux-arts : le dessin à Karlsruhe pendant deux ans, puis à Paris à l'Académie de la Palette dans le quartier du Montparnasse. Elle a été naturalisée française grâce à un premier mariage (blanc) avec Wilhelm Uhde en décembre 1908.
Après une période fauve que lui ont sans doute inspirée Vincent van Gogh et Paul Gauguin, elle invente, avec son second mari, Robert Delaunay, une forme de peinture qu'Apollinaire définit du terme vague d'orphisme, qui ne correspond à aucune tendance réelle. Sonia et Robert Delaunay ont surtout travaillé ensemble sur la recherche de la couleur pure et du mouvement des couleurs simultanées, une tendance qui a inspiré d'autres peintres après eux, notamment Fernand Léger et Jasper Johns.
De plus en plus orientée vers l'art abstrait au fil des années, elle crée en 1946 le Salon des réalités nouvelles uniquement pour promouvoir l'abstraction.
Elle laisse derrière elle une œuvre abondante qui comprend aussi des tissus imprimés, des livres d'artistes, des robes de haute couture dont la célèbre robe de Nancy Cunard. Sa première œuvre textile étant une couverture pour son fils Charles.
Les avis sont partagés sur l'appréciation de son œuvre textile. Michel Seuphor pense qu'on l'a peut-être trop cantonnée dans la mode : « Je regrette personnellement que pendant de longues années, Sonia Delaunay, au lieu de se vouer entièrement à la peinture, ait dispersé son talent en essayant d'introduire dans la mode les idées simultanéistes de sa peinture. » C'est d'ailleurs lui qui, en ramenant l'essentiel de l'œuvre de Sonia Delaunay à son travail textile, a en fait disqualifié sa peinture, ainsi que le reconnaît Anne Montfort. Dans une appréciation plus récente, Jacques Damase rappelle que les motifs inventés sur tissus par Sonia Delaunay ont induit une inspiration nouvelle dans la peinture : « Il n'est pas sans importance pour l'historien que ses œuvres soient antérieures à celles de Mondrian. », et que les tissus sont encore source d'inspiration pour toute une génération de jeunes peintres
Toujours associée à son mari Robert dans la peinture, la mode, ou des aventures monumentales comme la fresque destinée au Palais des chemins de fer pour l'Exposition internationale de 1937, elle est souvent exposée avec lui au Centre national d'art et de culture Georges-Pompidou, auquel elle a fait plusieurs donations. Si de nombreux musées dans le monde possèdent ses toiles, la majorité d'entre elles a été partagée en France entre le musée de Grenoble, le Musée d'art moderne de la ville de Paris, le Centre Pompidou, et la Bibliothèque nationale de France.

## Biographie

### Enfance et formation
Sonia Ilinitchna Stern naît dans une famille juive ukrainienne.
Elle décrit sa famille en ces mots : « Mon père était ouvrier. À Gradjisk, en Ukraine, il travaillait dans une fabrique de clous. Je tiens de lui une grande intransigeance, l'horreur de la cupidité et de la mesquinerie (...) Mon oncle, le frère de ma mère m'avait ouvert un milieu de culture (...) mon père, lui, m'a légué l'honnêteté. À trois ans, une ligne de vie intérieure était tracée, je ne m'en suis jamais écartée. »
À l'âge de cinq ans, Sonia Stern est adoptée par son oncle Terk qui est avocat à Saint-Pétersbourg, à la demande de son oncle lui-même. La mère de Sonia Stern n'a tout d'abord pas accepté l'adoption complète, elle a seulement confié à Henri Terk l'éducation de l'enfant dès l'âge de trois ans,. Deux ans plus tard, définitivement adoptée par les Terk,
Sonia Terk vit dans un milieu cultivé. Elle passe ses vacances en Finlande où l'oncle a une maison, en Suisse, en Italie, en Allemagne.

Bal du moulin de la Galette que Sonia découvre dans le livre de Julius Meier-Graefe

Dans ce milieu où il est de bon ton de parler français, ou allemand, l'enfant, puis la jeune fille, découvre une certaine forme de luxe, avec des serviteurs, mais aussi les arts. Son oncle possède une belle collection de tableaux qui attire l'attention de Sonia Terk. C'est son professeur de dessin du lycée de Saint-Pétersbourg qui conseille à sa famille de l'envoyer étudier à Karlsruhe. Elle arrive en Allemagne en 1903 et étudie le dessin avec le professeur Ludwig Schmid-Reutte pendant deux hivers. Au cours de ses vacances en Finlande, elle découvre le livre de Julius Meier-Graefe consacré à l'impressionnisme « qui lui donne envie de vivre au pays où sont nés les Canotiers et le Bal du moulin de la Galette d'Auguste Renoir. »
Quand elle arrive à Paris en 1905, Sonia Terk a à peine vingt ans. Elle s'installe dans une pension au quartier latin avec quatre jeunes filles russes. Elle suit les cours de l'Académie de la Palette, à Montparnasse, où enseignent cinq maîtres néo-classiques : Charles Cottet, Edmond Aman-Jean, George Desvallières, Lucien Simon et Jacques-Émile Blanche, qui corrigent l'un après l'autre les toiles des élèves, ce qui, selon Sonia Terk, crée une confusion dans l'esprit des étudiants.
Elle préfère donc s'en écarter. Elle travaille seule, et elle part à la découverte de Paul Gauguin, Pierre Bonnard, Vuillard, André Derain qui sont exposés dans une galerie proche de La Madeleine : la galerie Bernheim. Ces peintres ont fondé un nouveau style : le fauvisme qui l'enthousiasme, mais qu'elle veut dépasser. Selon Jacques Damase, « Même en dehors du fauvisme, Sonia appartient, par la couleur de ses premiers tableaux, à l'espèce des grands fauves. Sa force de création est instinctive comme la puissance animale. »
Sonia Terk se considérait avant tout comme française et, plus encore, comme parisienne « Je ne me sens bien qu'en France, et encore pas partout. Avant tout l'Île-de-France, c'est ce que j'aime le plus. — Sonia Delaunay, propos recueillis par Jacques Damase en 1978. »

### Période fauve et rencontres
Son premier tableau, Philomène (1907), a fait partie de l'exposition Le Fauvisme ou l'épreuve du feu au Musée d'Art moderne de la Ville de Paris, en 1999-2000. C'est une huile sur toile, de 92 × 54,5 cm conservée au Centre national d'art et de culture Georges-Pompidou, Paris aux couleurs fortes, cernées de noir. L'œuvre est classée par Evguénia Pétrova, dans le « pré-fauvisme » naturel de la peinture russe « dont les orientations sont peut-être encore plus sauvages que ce que l'on observe chez les fauves ».
Alors que les fauves étaient dénoncés par le critique d'art Louis Vauxcelles (inventeur du mot fauve) au Salon d'automne de 1905, Sonia Terk, elle, trouve que les fauves ne vont pas assez loin, en particulier Pierre Matisse, dont elle considère que les œuvres sont un « compromis pour bourgeois ».
La période fauve de Sonia Terk est très importante. Elle y laisse éclater son goût des couleurs vives comme dans Jeune fille endormie (1907, huile sur toile et support bois, 46 × 55 cm, Centre Pompidou), ainsi que dans le Nu jaune (1908, huile sur toile 65 × 98 cm, conservée au Musée des beaux-arts de Nantes). Dans ses Cahiers inédits, Robert Delaunay dit de cette peinture éclatante : « Venue de l'Orient vers l'Occident, elle porte en elle cette chaleur, cette mysticité caractéristique et classique et sans se briser au contact occidental, au contraire, se recrée en trouvant son expression constructive par ce frottement, s'amplifie et se développe en une transformation où les éléments qui composent son art se transfusent en un art nouveau, qui a ses caractéristiques occidentales et orientales, pour ainsi dire, formelles et indivisibles, dont seule elle est le moule créateur. Comme tous les artistes ou poètes de l’Orient, elle possède à l'état atavique la couleur. »
Sa force de la couleur lui permet de déborder tous les enseignements académiques ou théoriques par un besoin incompatible avec les formules, par cette fougue anarchique qui se transforme par la suite en force ordonnée.
Ces couleurs vont réveiller, plus tard, la tendance sombre dans laquelle Robert s'enferme avec ses tours Eiffel (1909-1910). Sous l'influence de Sonia Terk, il se relance dans des couleurs plus franches, avec des tableaux comme Les Fenêtres, puis L'Équipe de Cardiff et les formes circulaires de Soleil.
Pendant les années 1907-1908, Sonia Terk prend également des leçons de gravure avec le peintre Grossman qui habite l'Île Saint-Louis et qui lui présente le collectionneur et galeriste allemand, Wilhelm Uhde. C'est dans la galerie de Uhde, rue Notre-Dame-des-Champs qu'elle va rencontrer par la suite Robert Delaunay.
En 1908, Sonia Terk a sa première exposition personnelle à la galerie Uhde. Wilhelm Uhde et elle décident de faire un « mariage amical » (mariage blanc). Ils se marient à Londres le 5 décembre 1908.
À partir de cette période, elle réalise ses premières « tapisseries-broderies », et, à la galerie Uhde, elle rencontre, outre Robert Delaunay, Pablo Picasso, André Derain et Georges Braque. Dans le moment-même où, selon Robert, on était « …en plein fauvisme, gauguinisme, et où l'exotisme fleurissait aux Indépendants, dont Matisse prenait la bannière du goût français en canalisant toute cette peinture slave qu'il assaisonnait au goût littéraire parisien (…). », Sonia Terk opère en 1909, une brisure avec ses tapisseries au point passé, qui apportent, dans leurs moyens expressifs, une délivrance à perspective très proche.

### Sonia, Robert, et Charles

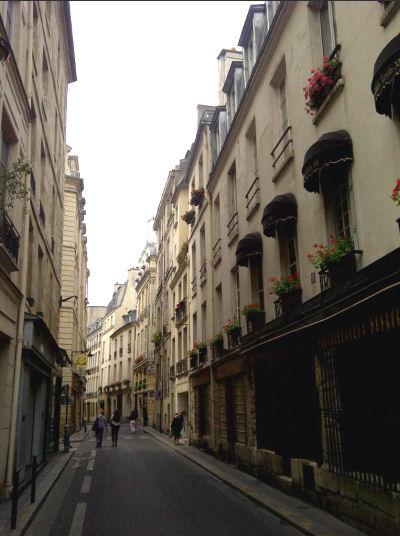
Rue des Grands-Augustins où Sonia et Robert Delaunay ont eu leur atelier jusqu'en 1935.

Ayant divorcé de son premier mari, Sonia Terk épouse Robert Delaunay le 15 novembre 1910 à la mairie du 6e arrondissement de Paris. Le couple s'installe au 3 rue des Grands-Augustins où il garde un atelier jusqu'en 1935. Le 8 janvier 1911, naît leur fils Charles. Le couple vit dans un enthousiasme bouillonnant : la naissance du bébé ne les empêche pas de créer, l'enfant étant, selon Sonia Delaunay, très calme. Robert et elle peuvent travailler librement.
Pendant les premières années du mariage, le couple mène une vie très au-dessus de ses moyens, et dépense le double de ses revenus. Une tante de Sonia Delaunay lui verse une petite rente ; la mère de Robert, qui en avait promis autant, ne peut le faire, car elle n'a plus un sou. Cela ne les empêche pas de recevoir beaucoup de gens, des poètes, des peintres et en particulier Madame Epstein qui leur fait connaître Vassily Kandinsky.
Dans son autobiographie, Charles Delaunay écrit, à propos de cette période : « Je ne conserve pas le moindre souvenir de cet atelier(…) J'ai toutefois du mal à imaginer comment pouvaient y cohabiter un couple de jeunes mariés, un nouveau-né, sa gouvernante, et les visiteurs, parfois fort excentriques, qui défilaient à toute heure du jour et de la nuit. »
En 1911, Sonia Delaunay réalise sa première œuvre abstraite avec du textile. C'est une couverture pour son fils Charles : un assemblage de coupons de diverses couleurs vives, dans la tradition ukrainienne. Elle joue ici avec les couleurs des tissus comme dans sa peinture. « Charles à sa naissance, en janvier 1911, a eu un lit Empire. Je l'ai bordé avec une couverture composée de bouts de tissus. Les paysannes russes font comme ça. En observant la disposition des fragments d'étoffes, mes amis s'exclamèrent : « mais c'est cubiste ! »
Par ailleurs, Sonia Delaunay continue à jouer avec les couleurs pour des collages, des reliures de livres en papier appliqués et en déchets de tissus. Elle peint aussi des coffrets, des abat-jour et des voilettes simultanées, tandis que Robert commence à appliquer la théorie de Chevreul (le contraste simultané des couleurs), à sa peinture.
Apollinaire dit, à propos du couple : « En se réveillant, les Delaunay parlent peinture. » Sonia Delaunay considère qu'il n'exagérait pas : « Nous nous sommes aimés dans l'art comme d'autres couples se sont unis dans la foi, dans le crime, dans l'alcool, dans l'ambition politique. La passion de peindre a été notre lien principal. »
Apollinaire a donné au mouvement pictural fondé par les Delaunay en 1911 le nom d'orphisme. Il semble qu'Apollinaire n'ait pas bien mesuré le sens de ce qu'il voyait. 

« C'est effectivement Apollinaire qui avait inventé le terme « orphisme » (culte rendu à Orphée). Il l'avait employé publiquement lors d'une conférence sur la peinture moderne prononcée à l'occasion du Salon de la section d'or en octobre 1912. Qu'entendait-il par là ? Il semble que lui-même ne l'ait jamais très bien su et plus encore qu'il n'ait pas très bien su quelles limites assigner à cette nouvelle tendance. »

## Œuvre

### 1912-1917 Peinture et objets
Au printemps 1912, les Delaunay s'installent dans la vallée de Chevreuse. Sonia Delaunay peint ses premières toiles de contrastes simultanés. À l'automne, Apollinaire lui présente Blaise Cendrars pour lequel Sonia Delaunay réalise une première reliure peinte qui servira de point de départ au premier livre simultané La Prose du Transsibérien et de la petite Jehanne de France qui est présenté l'année suivante, et qui bénéficie d'un très large écho en 1913. Le livre est exposé simultanément à Paris, Londres, New York, Pétrograd, ainsi qu'au premier salon d'automne de Berlin, où il est accompagné des tableaux et des affiches simultanées de Sonia Delaunay. « Deux mètres de long pour un poème. Éclatante carte routière verticale qui entraîne l'œil du lecteur simultanément dans la danse chromatique et la musique des mots. C'est le premier livre-objet. » Il illustre un poème de Blaise Cendrars. Le texte a été composé en une dizaine de corps différents.
La carrière de Sonia Delaunay est maintenant lancée. Sa peinture se développe de concert avec celle de Robert. Elle peint les Prismes électriques (1914), (250 × 250 cm, huile sur toile), Études de lumière, le boulevard Saint-Michel (1913).
Le couple mène par ailleurs une vie agréable. Tous les jeudis, ils se rendent au bal Bullier, à Montparnasse. Sonia Delaunay en fera un tableau : Le Bal Bullier (Paris) de 95 × 390 cm en 1913. C'est là que Sonia Delaunay porte ses premières robes simultanées et Robert un costume du même style conçu par sa femme. Les Delaunay font sensation en dansant le tango. Mais c'est surtout à partir de 1923 que les robes de Sonia Delaunay vont connaître un engouement sans précédent. Bernard Dorival considère qu'elle a su élever les arts réputés mineurs à la hauteur du grand art.
Guillaume Apollinaire fait du couple Delaunay au bal Bullier une véritable icône. Dans un article publié le 1er janvier 1914 au Mercure de France sous le titre Les Réformateurs du costume, le poète écrit : « Il faut aller voir à Bullier, le jeudi et le dimanche, Mr et Mme Robert Delaunay, peintres, qui sont en train d'y opérer la réforme du costume. L'orphisme simultané a produit des nouveautés vestimentaires qui ne sont pas à dédaigner. »

En août 1914, le couple se rend en Espagne. Robert Delaunay appelé sous les drapeaux est déclaré déserteur Ils étaient alors en vacances à Fontarabie. Sonia Delaunay considère ce séjour, qui va durer sept ans, comme de grandes vacances, une immense bouffée d'air. En 1915-1916, le couple s'installe au Portugal où les entraînent le peintre américain Samuel Halpert et le portugais Eduardo Vianna, puis à Vigo en Espagne. Pendant toute cette période, Sonia Delaunay, éblouie par les couleurs, développe les applications décoratives de l'art simultané (robes, objets, décors). Sonia Delaunay peint aussi des toiles : Les Chanteurs de flamenco, Danses espagnoles, Danseuses de flamenco où le 

« mouvement vibratif des couleurs crée le mouvement mécanique - Robert Delaunay. »

De cette époque datent les affiches-poèmes, la première Zénith marque l'avènement du poème tableau. Sonia Delaunay l'a réalisée sur un poème de Cendrars. Au Portugal, Sonia Delaunay a également réalisé des Natures mortes portugaises et le Marché au Minho où elle recherche l'unité et la simplification selon Robert. Les peintures portugaises sont présentées en 1916 à la première exposition personnelle de Sonia Delaunay, à la galerie Nya Konstgalleriet de Stockholm pour laquelle l'artiste a réalisé la couverture du catalogue. C'est une sorte d'autoportrait, avec le nom de l'artiste dessiné au-dessous. Une reproduction de cette couverture, (33,5 × 45 cm), a été vendue en 2007 à Paris pour 6 250 €. L'exemplaire original, au pochoir polychrome à la cire sur papier 33,7 × 45,7 cm, est conservé à la Bibliothèque nationale de France
La série des danseuses de 1917 est un ensemble de peintures fluides qui sont inspirées à Sonia Delaunay par sa rencontre avec Serge de Diaghilev, créateur des Ballets russes, et le danseur Vaslav Nijinski, l'année où le couple retourne à Madrid. Sonia, Robert et Serge Delaunay vont admirer les danseuses de flamenco : « Les danses me touchaient plus que Robert. Nijinsky nous accompagnait et Diaghilev voulait travailler avec nous. Mais nous nous demandions : quel spectacle monter avec le créateur des ballets russes? ». 1917 est aussi l'année de la fin du régime tsariste en Russie, et de la fin des revenus de Sonia Delaunay, la famille Terk est ruinée.

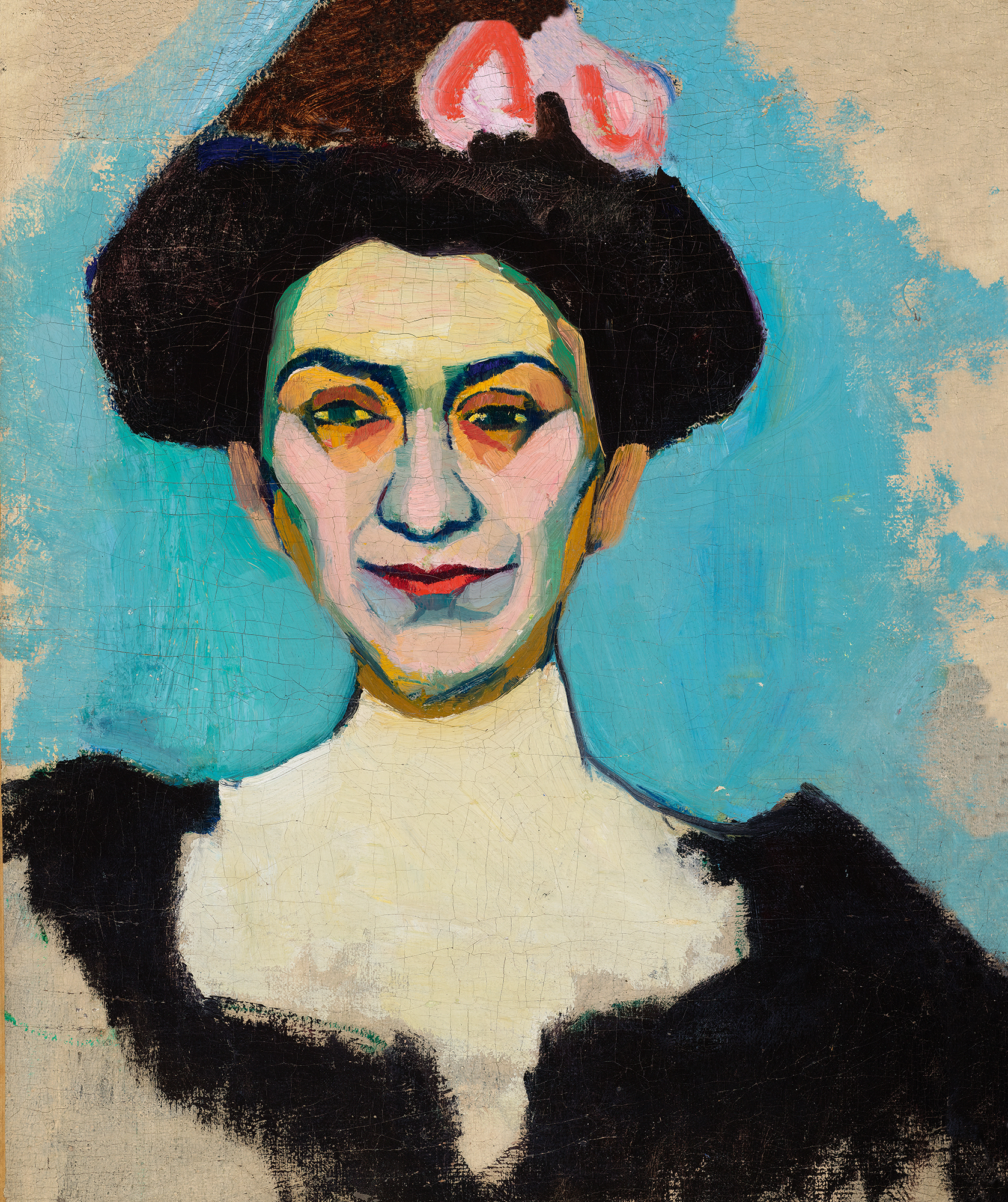
«Portrait de L.N.Vilkina-Minskaya», 1907
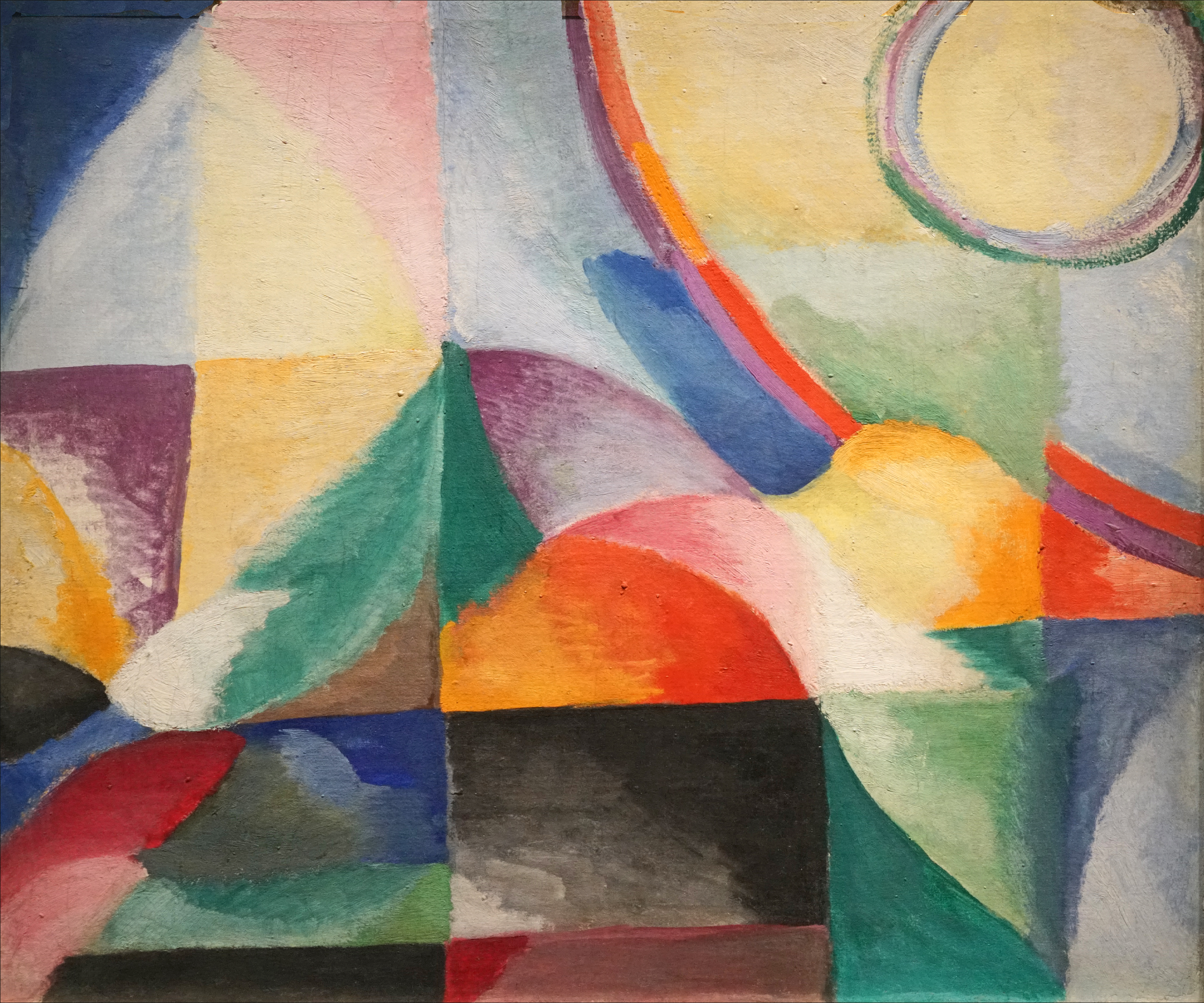
«Contrastes simultanés», 1913

### 1918-1923: Spectacle et décoration
« L'œuvre des Delaunay dans le domaine du théâtre, procède de la même démarche artistique que celle qui les amena à faire des projets d'affiches, des reliures, des couvertures, à illustrer des livres et à intégrer l'art à tous les domaines de la vie moderne. »

 Leur volonté délibérée de créer le mouvement par le contraste des couleurs les prédisposait à se tourner vers la danse et le ballet théâtral. Par ailleurs le couple cherche des applications à ses découvertes en arts décoratifs.

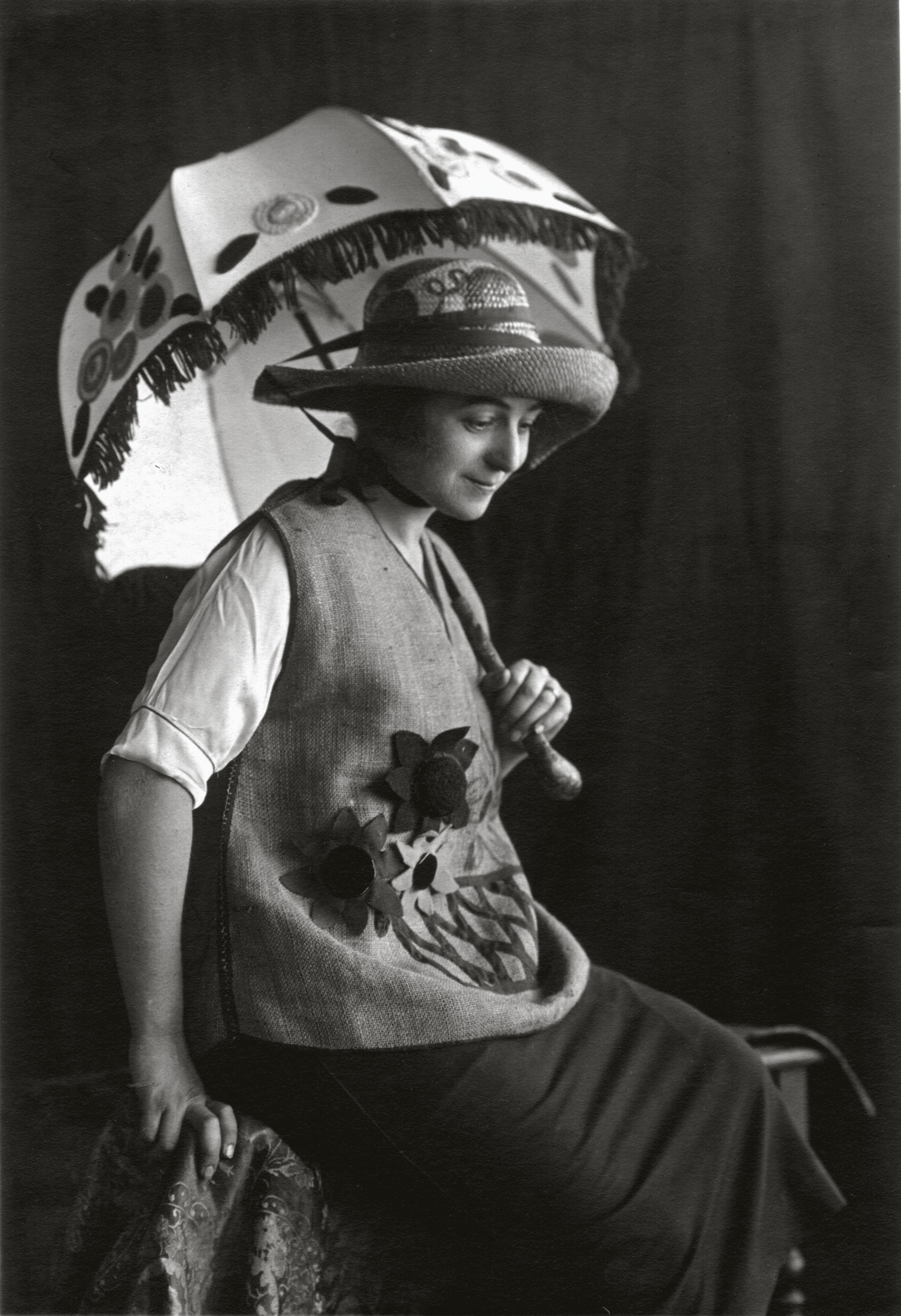
Sonia Delaunay, v.1920

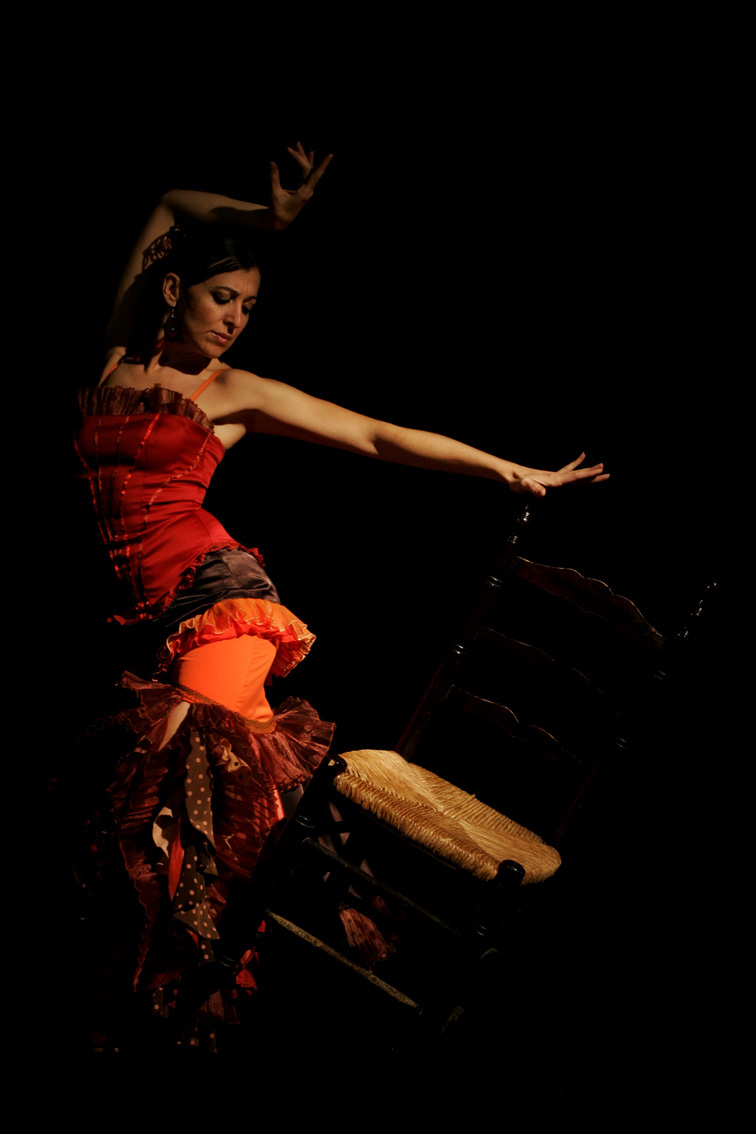
Danseuse de flamenco Inmaculada Ortega. Le flamenco a inspiré à Sonia Delaunay la série des Danseuses lors de son séjour à Madrid.

C'est de la rencontre avec Diaghilev que naît l'inspiration. Diaghilev décide de reprendre le ballet Cléopâtre déjà présent à Saint-Pétersbourg en 1908 sous le titre Nuit d'Égypte. Diaghilev aime beaucoup l'emploi de la couleur comme élément dramatique, il propose aux Delaunay de collaborer avec lui. Mais Robert et Sonia Delaunay veulent garder leur indépendance et ils se limitent à la réalisation des décors dont Robert fait la maquette, et des costumes créés par Sonia Delaunay. Il existe plusieurs versions des dessins des costumes de Cléopâtre par Sonia Delaunay, dispersés chez des collectionneurs privés ou dans des galeries, notamment la galerie Artcurial : Costume pour Cléopâtre (aquarelle sur papier, 57 × 36,5 cm, collection particulière, porté par l'actrice Tchenicheva, ainsi que le costume pour Léonide Massine dans le rôle de l'esclave favori de Cléopâtre (aquarelle sur papier, 1918, 49,5 × 36,5 cm, collection particulière Paris. En 1919, la reprise du spectacle a un succès fou à Londres. La particularité de ce ballet est qu'il est davantage une peinture animée qu'un ballet. La partie la plus célèbre intitulée « la danse des voiles » offre un mouvement de couleurs continue avec les voiles multicolores portés par Cléopâtre. Dessinés par Sonia Delaunay, ils sont superposés, ôtés un à un, et déployés pour former un écran comme une toile de fond peinte, le mouvement des couleurs ne doit jamais atteindre une forme fixe.
L'expérience théâtrale des Delaunay se poursuit avec Léonide Massine pour lequel Robert esquisse les décors du ballet Football (1918) et plus tard, pour le ballet Le Triomphe de Paris (1928-1929). Sonia Delaunay conçoit les costumes du ballet Les Quatre saisons, et ceux de l'Aida de Giuseppe Verdi dont le célèbre costume pour Amneris porté par la cantatrice Aga Lahowska (aquarelle sur papier, 1920, 57 × 39 cm, collection particulière).
En 1918, Sonia Delaunay ouvre à Madrid la Casa Sonia qui a beaucoup de succès. Il s'agit d'une boutique d'accessoires de mode et de décoration intérieure. L'artiste devient la décoratrice attitrée de l'aristocratie espagnole. En 1919, elle refait entièrement la décoration du Petit Casino de Madrid et crée les costumes de la première revue qui y est présentée, notamment le costume en forme de pétales de fleur pour la vedette Gaby (encre de Chine sur papier, 1919, 23,5 × 18 cm, Bibliothèque nationale de France). Cette même année, Robert et Sonia Delaunay exposent conjointement leurs œuvres à l'Asociacion de artistas Vascos de Bilbao, qui est aujourd'hui le Museu Gustavo de Maetzu y Whitney. Dans cette même ville, un défilé de mode des créations de Sonia Delaunay au Majestic Hall est organisé.
À partir des années 1920, sans abandonner la peinture qui lui sert de moteur, Sonia Delaunay met toute l'énergie de ses recherches dans le costume. Robert et Sonia Delaunay reviennent à Paris en 1920 et s'installent à Paris, boulevard Malesherbes.
Le couple participe à de nombreuses soirées d'artistes où les danseuses portent les costumes de Sonia Delaunay. En 1923 à La Licorne, au 110 rue La Boétie, au cours de la soirée du 29 avril, la danseuse roumaine Lizica Codréano (Codréanu en roumain) improvise une danse sur le Mouvement Perpétuel de Francis Poulenc. Elle porte un costume de Sonia Delaunay. La Soirée du cœur à barbe qui a lieu au Théâtre Michel, rue des Mathurins le 6 juillet 1923 est animée par une troupe composée d'amateurs russes dirigés par Iliazd. Elle présente devant Jean Cocteau du théâtre d'avant-garde. La danseuse Lizica Codréanu porte un costume de Sonia Delaunay, qui a aussi réalisé les costumes pour la pièce de Tristan Tzara : Cœur à gaz. Cette soirée du Cœur à barbe, très agitée, s'est terminée par un pugilat.
Cœur à gaz marque une étape dans le resserrement des amitiés de ce que Sonia Delaunay appelle la bande à Delaunay composée entre autres, de Tristan Tzara, Georges Auric (qui crée la musique de la pièce), Philippe Soupault, René Crevel, Joseph Delteil. « Cette bande, dont le point de ralliement était La Closerie des Lilas se déplaçait toujours ensemble, comme une équipe de rugby. » Un temps amis avec le clan d'André Breton, la bande à Delaunay s'en sépare lors du schisme entre les dadaïstes (Tzara) et les surréalistes (Breton). Dans son autobiographie, Sonia Delaunay précise qu'à leur retour à Paris, les Delaunay ont été snobés par d'anciens amis, mais, heureusement soutenus par Diaghilev qui les a mis en avant lors d'un concert, ils retrouvent leurs amis, y compris Fernand Léger que Robert avait traité de « salaud » parce qu'il avait exposé au salon d'Automne un grand tableau avec des Disques pratiquement plagié sur ceux des Delaunay.

### 1923-1935 Tissus et robes simultanées
Sonia Delaunay continue à participer à des spectacles jusqu'en décembre 1968, date à laquelle elle produit les décors et les maquettes des affiches pour le ballet de Félix Blaska : Danses concertantes de Stravinsky. Mais c'est surtout vers la mode qu'elle va appliquer le résultat de ses recherches en peinture. « Si tout le monde s'accorde à reconnaître que les couleurs qu'elle a appliquées aux robes de femme, aux voitures, aux affiches, ont donné à la rue son visage moderne, on sait moins que, consciemment ou non, la peinture contemporaine lui doit nombre de ses découvertes. » Jasper Johns et d'autres artistes reprendront le concept des rayures qu'elle a inventées à partir de 1925 On peut rapprocher certaines œuvres de Johns, notamment « Unitled-I », des dessins réalisés par Sonia Delaunay en 1922, soie imprimée no 287, « Collection-I » reproduite dans le livre de Jacques Damase sur la mode et les tissus imprimés.
La grande aventure des robes commence en 1923, lorsqu'un soyeux de Lyon commande à Sonia Delaunay des dessins de tissus simultanés. Elle fait cinquante dessins, avec des rapports colorés et des formes géométriques pures. Elle pense qu'il est préférable de les imprimer elle-même ce qui l'amène à se lancer dans la production et à ouvrir une boutique, un atelier de couture, une maison de tissu, avec des vitrines, des dépliants publicitaires. Robert Delaunay écrit, au sujet de ces dessins : « Elle créa ses harmonies, ses rythmes colorés dans la vie même (...) à la façon des poèmes de couleur. Elle ne copie pas l'ancien, elle invente, dans l'atmosphère, dans la lumière du pays.(...) C'est bien le rythme de la vie moderne, son prisme, son illumination, les couleurs de son fleuve. »
Le 24 mai 1924, Sonia Delaunay présente, à la Soirée du Claridge où l'ancien Corps des Pages de Russie donne un bal de bienfaisance, un défilé de mode avec des costumes illustrant un poème de Joseph Delteil La Mode qui vient. « L'apparition de ce groupe souleva les applaudissements de la mondaine assemblée. » Mais son plus grand triomphe a lieu l'année suivante, lorsqu'elle installe une boutique simultanée sur le Pont Alexandre-III avec le concours du couturiers Jacques Heim pour l'Exposition Internationale des Arts Décoratifs de 1925. Elle a décoré la boutique et des mannequins présentent ses modèles. Le Tout-Paris se presse aux portes de la boutique. L'année suivante, paraît à la librairie des arts décoratifs un album intitulé Sonia Delaunay, ses peintures, ses objets, ses tissus simultanés, ses modes avec un texte de André Lhote et des poèmes de Cendrars, Delteil, Tzara Soupault, qui rendent hommage à son esprit créateur de peintre et de décoratrice. Un exemplaire de ce livre se trouve au Metropolitan Museum of Art de New York

Toutefois, dans une lettre adressée à Jacques Damase en mai 1968, Sonia Delaunay fait une mise au point sur les rapports entre sa peinture et sa mode : 

« Tous ces travaux étaient créés pour les femmes et toujours avec une idée de construction par rapport au corps. Ce n'était pas des copies de tableaux transposés sur la femme comme l'ont fait d'autres couturiers avec Piet Mondrian ou les peintres du Op'art. »

Sonia Delaunay crée des robes assorties aux voitures ou l'inverse. En 1924, elle crée une Bugatti simultanée : la Bugatti Type 35. En 1925, elle-même conduit une Citroën B12 qu'elle a décorée des motifs assortis à ses jupes, robes et manteaux. Et dans les années 1960, c'est la Matra 530 qu'elle va décorer.
En 1927, Sonia Delaunay donne une conférence à la Sorbonne, à la section Art plastique dirigée par Maurice Raynal, où elle développe la notion de forme géométrique dans le vêtement et son maniement commode. En cette période, les motifs géométriques de l'artiste sont achetés dans le monde entier, repris et copiés, et ceci jusqu'à nos jours.
En 1930, les effets de la crise économique américaine se font sentir en France. Sonia Delaunay décide de fermer son atelier et de se consacrer à la peinture.
Sonia Delaunay s'associe avec Robert dans les recherches, tous deux collaborent dans ce qu'elle nomme le « combat pour l'art abstrait.. »
La soif d'entreprendre de Sonia Delaunay cache un faux sens des affaires qui apparaîtra après la mort de Robert : ni l'un, ni l'autre, et encore moins leur fils Charles, ne savent entasser l'argent ni faire carrière. Ils n'ont pas non plus d'entregent, ils ne savent pas se vendre et ne cherchent pas à se vendre, ce qui explique pourquoi Sonia Delaunay a dû se démener pour faire reconnaître la peinture de son mari à partir de 1946 en organisant une rétrospective à la galerie Louis Carré.

### Sonia et Robert: œuvres confondues

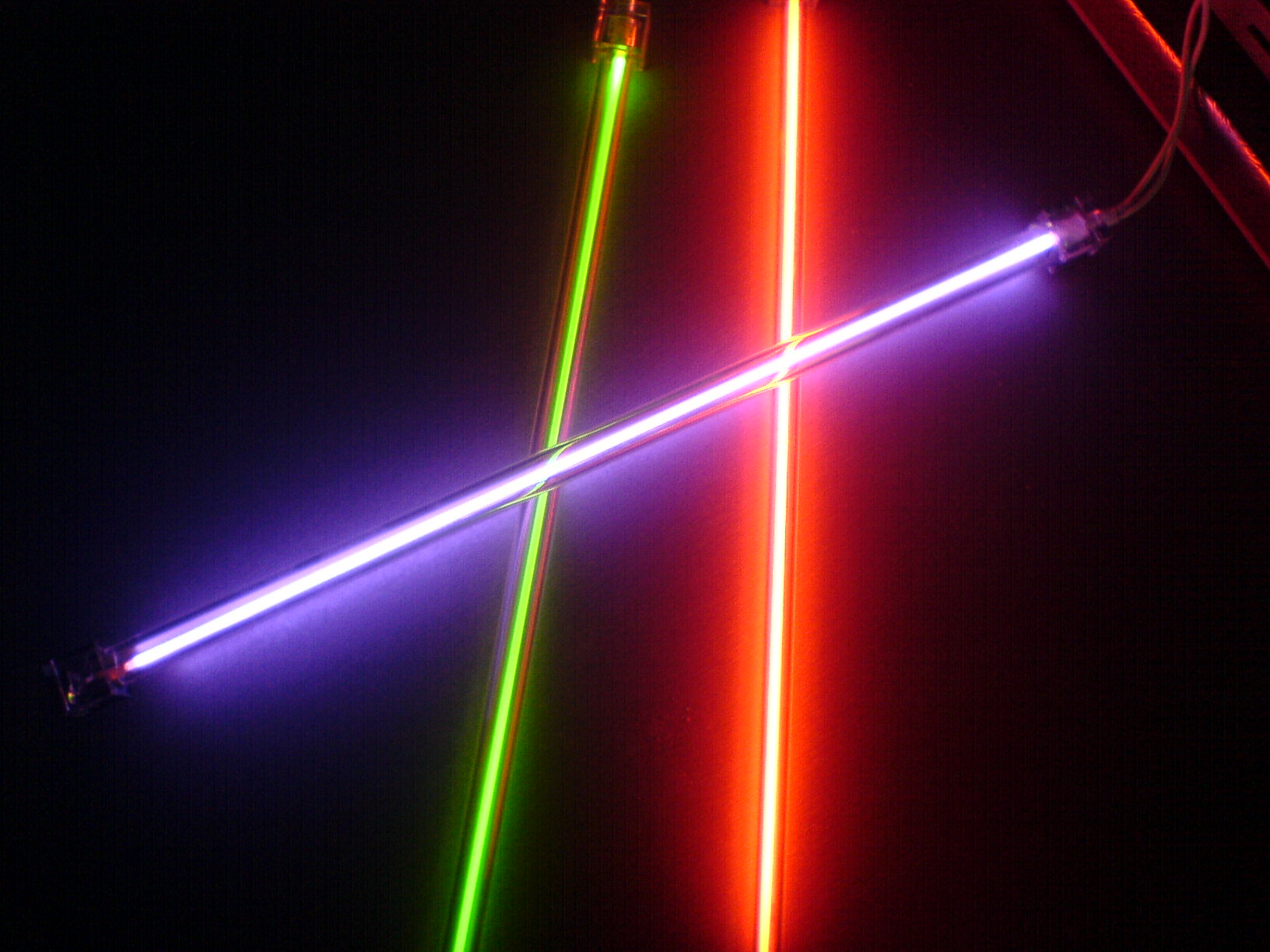
Tubes lumineux que les Delaunay ont utilisé comme matériau pour leur publicités lumineuses.

Tout comme Sonia Delaunay, Robert s'est toujours intéressé à la décoration, et aux couvertures d'ouvrages, ils ont ainsi travaillé de concert sur les affiches publicitaires. C'est dans ce dernier domaine qu'ont déjà porté les travaux du couple dans les années 1920, où Sonia Delaunay réalise le Projet d'affiche pour le chocolat B[ensdorp] (aquarelle, 1922, 32 × 25 cm), Projet d'affiche pour les cosmétiques Oja (Encre de Chine et gouache sur papier calque, 1924, 27 × 20,7 cm), Projet d'affiche pour Zig-Zag, papier à cigarette (1936, gouache, 27 × 21 cm). En 1914, elle avait déjà réalisé un Projet d'affiche Dubonnet, papier découpé et collé, 32,5 × 46,5 cm, Musée national d'art moderne, donation Delaunay 1963
Les affiches lumineuses vont devenir un nouveau sujet de recherche pour le couple à partir de 1935, grâce aux lampes « Mica-tubes » qui ouvrent de grandes possibilités pour les artistes d'avant-garde. En 1935, les Delaunay, qui ont un stand au « Salon de la lumière », y déploient des disques et rubans lumineux qui font dire à Jean Cassou, dans le journal Marianne du 24 octobre 1935 : « Désormais les artistes vont pouvoir écrire, sentir, penser, dessiner, crier en tubes luminescents" ».
Le projet d'affiche de Sonia Delaunay pour le papier à cigarette Zig-Zag est un des projets d'affiches lumineuses qu'elle réalise à l'occasion du concours lancé par la Compagnie parisienne de distribution d'électricité. Elle en propose d'autres : Projet d'affiche lumineuse pour les couleurs Linel (1936, gouache, 30 × 26,5 cm) et Projet d'affiche Mica-tube, un ruban de lumière (gouache, 1936, 21 × 31,3 cm). C'est elle qui remporte en 1936 le premier prix de l'affiche lumineuse du concours de la Compagnie parisienne. Jusqu'en 1937, elle en produit plus d'une dizaine.

1937, année de l'Exposition internationale, est aussi l'année des « grands travaux » des Delaunay, en même temps que celle des tensions sociales et internationales. 

« l'Allemagne, l'URSS, l'Espagne, l'Italie, et même la France, se défient dans un concours de néo-classicisme grandiloquent, avec des bâtiments lourds et agressifs à l'opposé de l'objectif initial de l'exposition qui était de regrouper tout ce qui unit les hommes et rien de ce qui les sépare. »

La France n'est pas plus novatrice que les autres pays, à l'exception de quelques réalisations comme Le Palais de l'air et des chemins de fer décoré par Robert et Sonia Delaunay, et le Pavillon de la lumière de Robert Mallet-Stevens.
Léon Blum a voulu que l'avant-garde soit présente à l'exposition internationale de 1937. Il confie la décoration du Palais des chemins de fer et du palais de l'air à Robert et Sonia Delaunay à la condition qu'ils fassent travailler cinquante peintres chômeurs. L'entreprise gigantesque est constituée d'une peinture de 780 m2 pour le palais de l'air, et une composition de 1 772 m2 pour le palais des chemins de fer auquel s'ajoutent des bas reliefs de couleur et un panneau de 150 m2. Réunis dans un garage de la porte Champerret, les artistes ont vécu et travaillé en commun. Il y a notamment : Jean Bertholle, Léopold Survage, Roger Bissière, Alfred Manessier.
Pour le Palais des chemins de fer, Sonia Delaunay exécute plusieurs grandes peintures murales de 225 mètres carrés chacune, parmi lesquelles : Voyages lointains. Sonia Delaunay a créé d'autres peintures monumentales de très grand format, aujourd'hui disparues notamment Moteur d'avion, Hélice et tableau de bord et elle obtiendra la Médaille d'or. Il ne reste, de ses peintures monumentales, qu'une Étude pour Portugal, peinture murale, gouache sur papier, 38,5 × 93 cm, aujourd'hui conservée au National Museum of Women in the Arts, Washington.
L'année suivante (1938), elle réalise en ciment coloré la porte monumentale du premier Salon d'Art mural, et dont les motifs s'apparentent déjà à l'Art Cinétique.
La réalisation la plus révolutionnaire des Delaunay se trouve au Palais de l'air, édifié sur l'Esplanade des Invalides où Robert Delaunay a conçu une passerelle circulaire, qui permet d'être tout près de deux avions de chasse suspendus au milieu de cercles chromatiques réalisés conjointement par Robert et Sonia Delaunay.
La dernière œuvre commune des Delaunay a été d'organiser le premier salon d'art abstrait : Les Réalités Nouvelles à la galerie Charpentier en 1939, avec Nelly van Doesburg qui assure le secrétariat, Fredo Sidès qui en est le président et Yvanohé Rambosson. Le salon, qui réunit tous les artistes inobjectifs selon la définition de Robert, devient ensuite le Salon des réalités nouvelles qui selon Sonia Delaunay « marquait la fin du rackett (sic) des surréalistes. » Mais Robert est déjà affaibli par la maladie, et le voyage dans le midi que leur conseillent les Arp et Alberto Magnelli n'améliorera pas son état. Il meurt le 25 octobre 1941 à Montpellier.

### Sonia Delaunay après 1941

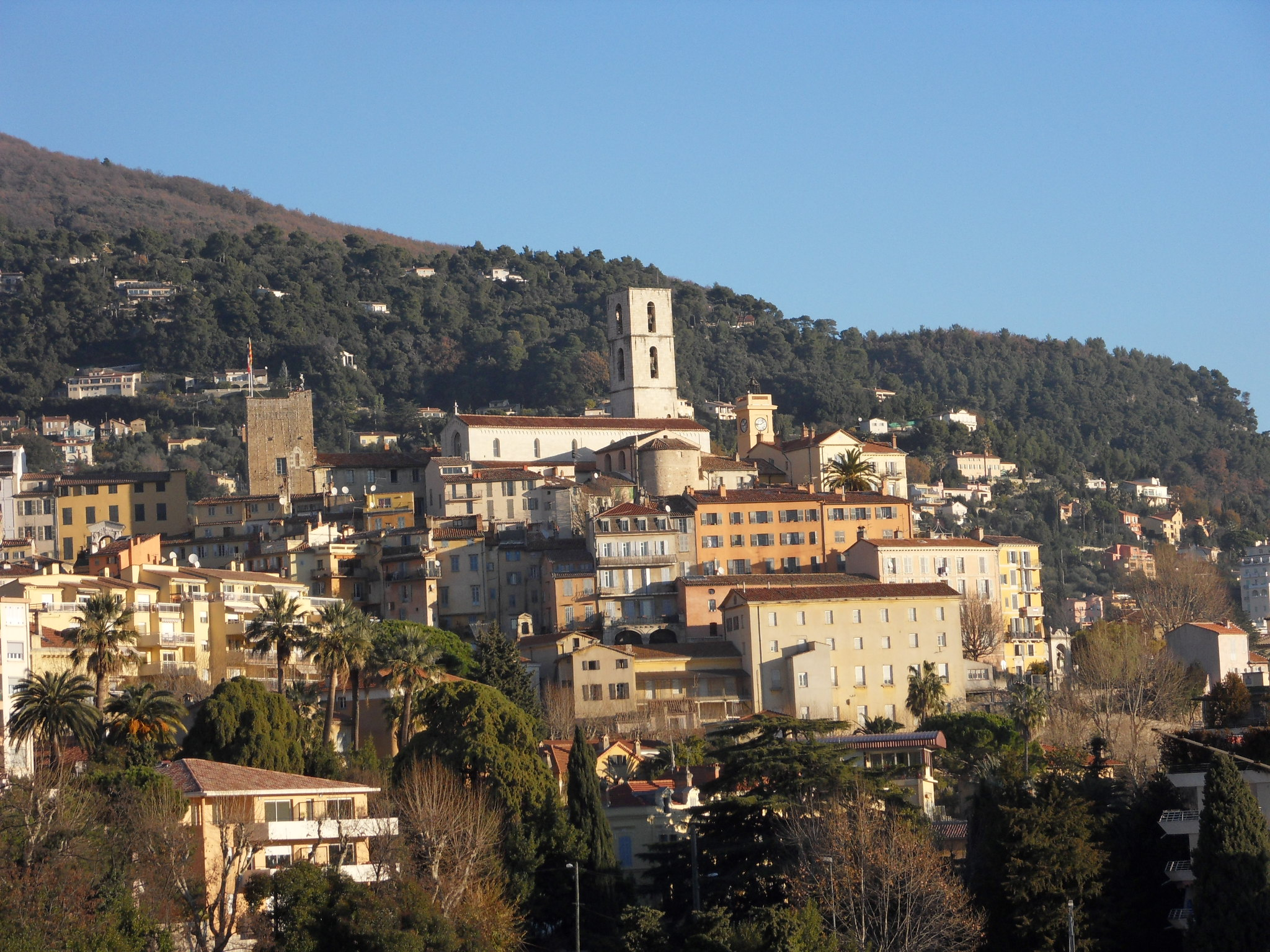
Grasse, un îlot de paix pour Sonia Delaunay

De 1941 à 1944, Sonia Delaunay rejoint les Arp et les Magnelli à Grasse. Les Arp possèdent une maison entourée d'oliviers et dont la vue s'étend jusqu'à la mer : « avec Sophie Taeuber et Suzy et Alberto Magnelli, notre petit groupe formait un îlot de paix et d'amitié qui créait une atmosphère favorable au travail. » Elle réalise des lithographies avec Arp et Magnelli, mais aussi des gouaches, et ils retrouvent d'autres artistes au café : Springer et les Stahly avec lesquels ils échangent leurs œuvres, « ils étaient leurs seuls clients et collectionneurs ».
Sonia Delaunay a commencé une compilation du travail de Robert Delaunay, réunissant ses notes (Robert ne classait rien). Elle a emmené dans sa malle une quantité impressionnante de documents, les notes du peintre qu'elle rassemble pour faire la partie technique du livre sur Robert dont Joseph Delteil rédige le texte. En réalité, de 1941 à 1946, elle a une idée fixe : mettre en valeur l'œuvre de Robert qui n'a pas été appréciée à sa juste valeur, « parce qu'il dérangeait trop de monde dit Joseph Delteil. »
En même temps, elle continue à peindre, elle exposera dès 1945 à Paris, à la galerie René Drouin avec le groupe Art concret de Theo van Doesburg. Mais pour la première fois, elle réalise qu'elle est en danger parce qu'elle est juive. À Grenoble, le 12 janvier 1942 où elle rencontre le directeur du musée des beaux-arts, Andry-Farcy, les gens lui demandent si elle n'a pas d'ennuis, étant israélite. « Au cours de cette conversation se dissimulait un danger auquel il fallait parer. Le danger que l'on essaie de me dépouiller de tout sous prétexte de religion et d'avoir des toiles pour rien. » Ce n'est pas tant pour sa vie qu'elle a peur, mais pour l'œuvre de Robert.
En 1944, à Toulouse, elle retrouve de vieilles connaissances : Tzara, Cassou, Uhde et elle décore le centre de la Croix-Rouge. Et dès son retour à Paris, elle prend contact avec Louis Carré avec lequel elle organise à la fois une rétrospective Robert Delaunay en 1946, et le deuxième Salon des réalités nouvelles.

Son œuvre, à partir de là, redevient abondante, et son activité augmente. En 1947, elle crée ses premières études pour L'Alphabet avec des comptines de Jacques Damase, elle expose l'année suivante avec Sophie Taeuber à la galerie des deux îles, et en 1949 elle participe au IVe « Salon international de l'art mural ». Mais elle n'est toujours pas satisfaite de la place accordée à Robert. Surtout quand on lui fait remarquer qu'elle ne sait pas s'y prendre : 

« Mlle J. me dit que je ne sais pas manœuvrer, que je devrais faire des expositions partout comme le fait Madame Kandinsky. J'ai essayé de lui faire comprendre que l'on ne peut pas comparer l'œuvre de Kandinsky, qui a laissé des centaines de toiles bien étiquetées et préparées pour la vente, avec l'œuvre de Robert très restreinte. J'ai peu de tableaux et il faut commencer par une rétrospective qui pourra aller ailleurs après. »

 Elle obtient tout de même un hommage à Robert à la galerie Maeght en 1949 intitulée : Les premiers maîtres de l'art abstrait. En 1950, au Salon du Jazz, elle organise la section arts plastiques où exposent la plupart des artistes d'avant-garde.
« L'activiste » Sonia Delaunay reprend un peu de vie. Elle s'occupe, avec Jean Cassou et Georges Salles, de la donation Constantin Brâncuși au Musée national d'art moderne en 1951, participe à la fondation du Groupe Espace en 1953, la même année, elle a une exposition personnelle à la galerie Bing, et elle participe à l'exposition Le Cubisme, 1907-1919 au Musée d'art moderne de Paris. En 1955, c'est la Rose Fried Gallery de New York qui lui organise une exposition personnelle.
Une nouvelle carrière va commencer pour elle. Pourtant, dans son autobiographie écrite avec Jacques Damase et commentée par lui, à partir de 1946, elle parle très peu de ses propres réalisations. Il n'est question que de Robert, et de l'avancement de son travail de compilation.
L'artiste Sonia Delaunay va cependant être reconnue et honorée de son vivant.

### Sonia Delaunay: les vingt cinq dernières années

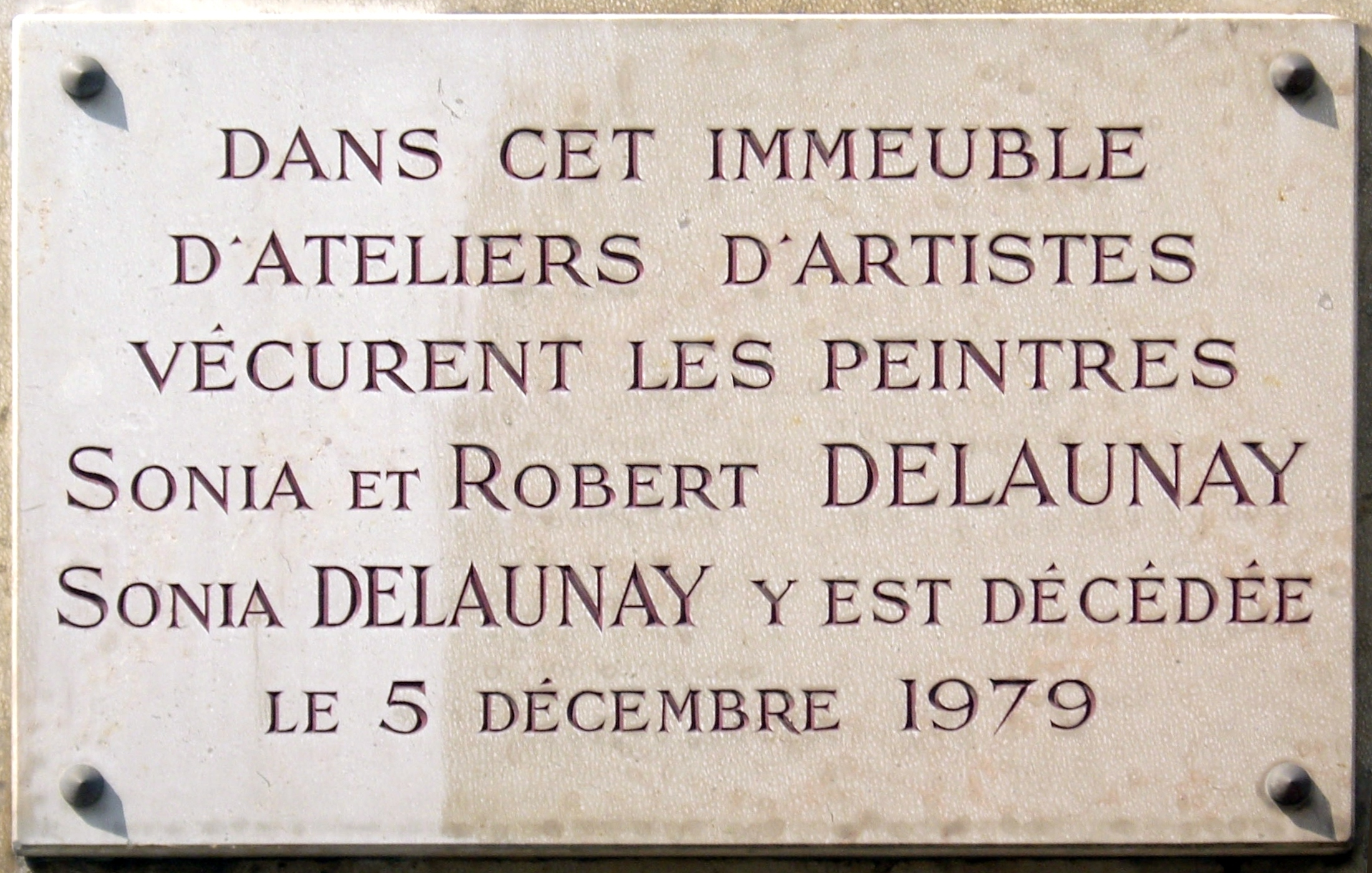
16 rue de Saint-Simon, plaque commémorant le dernier domicile des Delaunay à Paris, où Sonia a fini ses jours.

En 1955, Sonia Delaunay obtient enfin ce qu'elle veut : Robert est reconnu comme un des tout premiers peintres de son époque. Le Musée Solomon R. Guggenheim lui consacre une grande exposition, qui va aller les mois suivants à l'Institute of contemporary art de Boston, puis la même année, au Musée d'art moderne et d'art contemporain de Liège et au musée des beaux arts de la ville de Paris.
De son côté, Sonia Delaunay réalise une porte monumentale pour Berliet au Salon automobile de 1957, et 260 de ses œuvres sont exposées à la Kunsthalle de Bielefeld en Allemagne (Rhénanie-du-Nord-Westphalie) qui édite en 1960 son jeu de cartes simultanées. Cette même année, en France, elle est décorée de la médaille de chevalier des Arts et des Lettres. L'année suivante, le Musée des beaux-arts de Lyon expose plus de 160 œuvres de Robert et Sonia Delaunay.
L'artiste reprend sa production composite de livres illustrés : Juste présent (huit eaux-fortes sur un texte de Tristan Tzara, 1961), illustration des poèmes de Arthur Rimbaud, Stéphane Mallarmé, Blaise Cendrars, Joseph Delteil, Philippe Soupault, et de nouveau Tzara Poésie des mots et des couleurs tout cela en 1962, année où elle expose des gouaches à la galerie Denise René.
En 1963, elle fait don de 117 œuvres de Robert et d'elle-même au musée d'art moderne de la ville de Paris, qui seront présentées au Louvre. À partir de là, sa vie est rythmée par une abondante production, des expositions nombreuses : Galerie nationale du Canada en 1965, grande rétrospective au Musée d'art moderne de la ville de Paris en 1967, fondation Gulbenkian de Lisbonne avec Robert en 1972. Elle poursuit en outre sa recherche sur le tissu et les tapis, qui sont exposés au Musée d'art moderne de la ville de paris en 1972 et au Musée d'art et d'industrie de Saint-Étienne en 1979.
Malgré tout cela, Sonia Delaunay écrivait en 1978 : « je ne sais pas définir ma peinture. Ce n'est pas un mal, car je me méfie des classifications et des systèmes. Comment et pourquoi définir ce qu'on a sorti avec ses tripes — Sonia Delaunay, Journal. » Michel Seuphor lui rend un hommage appuyé en déplorant que la critique l'ait si longtemps maintenue dans l'ombre de Robert « Toujours à côté de lui pour le soutenir (...) elle est peintre aussi, et à certains moments, elle put même paraître en avance sur lui. La belle illumination colorée qu'elle fit pour la Prose du Transsibérien est de la même époque que Les Fenêtres de Robert. En 1914, elle acheva une très grande peinture : Rythmes simultanés, que je tiens pour le chef-d'œuvre du genre et qui, exposé au Salon des réalités nouvelles en 1948, fut considéré par bien des visiteurs — je me compte parmi eux — comme la plus belle pièce des sept cents peintures abstraites qui étaient là. »
Sonia Delaunay est la première femme à avoir eu, de son vivant, une rétrospective au musée du Louvre (1964) au Pavillon de Marsan, exposition inaugurée par André Malraux. Elle a reçu la distinction d'officier de la Légion d'honneur (1975), et elle a réalisé le projet d'affiche de l'UNESCO cette même année où le Musée national d'art moderne lui a de nouveau rendu hommage avec une rétrospective.
Mais ses donations, en accord avec son fils Charles, ont été tout aussi abondantes et nombreuses, ce que les héritiers ont contesté après la mort de Charles Delaunay. Plusieurs procès ont eu lieu. La justice a laissé aux musées le droit d'exploiter les œuvres reçues,. En revanche, Jacques Damase a été déchu de ses droits, ruiné, et il a dû fermer sa galerie rue de Varenne, ainsi que l'annonçait le journal des arts en 2008.
Le Musée national d'art moderne, le Centre Georges-Pompidou et la Bibliothèque nationale de France possèdent la majorité des œuvres de Sonia Delaunay. Deux mille d'entre elles y ont déjà été scannées et répertoriées (dont Le Bal Bullier). Il s'agit de la première tentative destinée à faire connaître l'étendue de l'œuvre de cette artiste qui a participé aux mouvements déterminants du XXe siècle dont l'Art abstrait, Dada, Cercle et carré et pour laquelle il n'y a toujours pas de catalogue raisonné.
La rétrospective au Musée d'art moderne de la ville de Paris du 17 octobre 2014 au 22 février 2015 qui est consacrée à Sonia Delaunay met en évidence la véritable modernité de cette artiste. En « pionnière » elle a déjà appliqué aux objets de la vie les motifs de son art, inventant dès les années 1920 un pop art repris par d'autres artistes tels que Richard Hamilton ou Jasper Johns, ainsi que Jacques Damase l'avait remarqué dans son étude Mode et tissus imprimés de Sonia Delaunay. Un style que l'on croit connaître et que l'on ne finit jamais de découvrir : « ... s’il paraît évident que Sonia Delaunay a adopté une manière de peindre conçue à l’origine par son époux, elle l’a développée, amplifiée et élargie à de nombreux supports autres que la toile, s’inscrivant ainsi en véritable devancière des artistes pops. Robert Scemama. »
Les documents d'archives présentés en 2014 rappellent à quel point Sonia Delaunay est importante. Dans les années 1960, c'était une star. Interrogée par Jacques Dutronc gouailleur, Sonia Delaunay, amusée, répond aux questions du chanteur qui présente par ailleurs Marc Bohan réalisateur d'une robe Delaunay pour Françoise Hardy. Dans un autre document vidéo, Sonia précise son objectif et celui de Robert : « Notre peinture servira aux générations à venir. »
En 1967, Sonia Delaunay est invitée, avec plusieurs représentants de l'Op Art (Victor Vasarely, Carlos Cruz-Díez, Yaacov Agam, Arman), à participer à la manifestation « La Voiture personnalisée », organisée par le magazine Réalité au profit de la recherche médicale. Comme les autres artistes « OP », elle expérimente à cette occasion les effets d'optique, et elle choisit des couleurs en demi-teinte pour la décoration de la voiture de sport Matra 530 qui lui a été confiée par le PDG de cette firme, Jean-Luc Lagardère. Vendue aux enchères au profit de la recherche médicale avec cinq autres voitures du même type décorées par des artistes contemporains, la « Matra 530 Sonia Delaunay » a ensuite été rachetée par Matra et on peut l'admirer au musée Matra, à Romorantin-Lanthenay,. Lors de la rétrospective qui a été consacrée à l'artiste au Musée d'art moderne de la ville de Paris du 2 décembre 1967 au 7 janvier 1968, la « Matra Delaunay » a fait l'objet d'une notice détaillée dans le catalogue.
En 2011, 2 800 œuvres de Sonia Delaunay comprenant des gouaches, pochoirs, lithographies, tapisseries, tapis, boites, aquarelles et objets de décoration divers étaient en vente sur le site d'enchères « Invaluable ». La galerie Artcurial a édité un grand nombre de ses travaux comprenant des tapis, des jeux de cartes, des foulards, des lithographies, des gouaches et objets de décoration divers réalisés en majorité dans les années 1970

## Réception de son œuvre
L'attitude discriminatoire des critiques d'art à l'égard d'une femme qui osait se mêler d'art moderne a laissé des traces qui persistent encore au XXIe siècle. Le journal The Independant s'en fait encore l'écho en 2015 : « C'est une telle honte que le dogme moderniste n'ait pu accepter qu'elle passe les limites de ce qui était considéré comme un art acceptable, [le dogme] ne voulant pas admettre que le discours du modernisme pouvait être interprété de toutes sortes de manières : vêtements, décors, et même dans les couvertures pour lits de bébés. » Grisielda Pollock, souligne encore à quel point la période moderne a écarté les artistes femmes « [...] qui plus est, cette exclusion scandaleuse des femmes des annales contemporaines de l'art est plus notable au cours de la période moderne qu'à toute autre époque. » Sonia Delaunay est disqualifiée par les critiques mêmes qui croient lui rendre hommage. Au premier chef : Michel Seuphor qui détruit sa qualification de peintre en déplorant qu'elle l'ait gâchée par ses créations de mode, et tout de suite après, fait l'éloge du grand format Rythmes simultanés exposé au Salon des réalités nouvelles en 1948. Du couple Delaunay, il ajoute « qu'à certains moments elle a même pu paraître en avance sur lui »

## Expositions
Entre querelles avec les héritiers, et clichés véhiculés par les critiques d'art comme Michel Seuphor qui voyait en elle une « décoratrice », l'œuvre de Sonia Delaunay reste confondue avec celle de Robert auquel elle a pourtant apporté un élément décisif : l'emploi de la couleur pure. Elle a reçu un hommage des États-Unis, participé à l'exposition Robert et Sonia Delaunay en 2003 au Centre Pompidou. On note toutefois que le dictionnaire Laclotte-Cuzin lui accorde moins d'une page, tandis qu'il en consacre deux à Robert.
- 2015 : Tate Modern, Londres du 15 avril au 9 août[134]
- 2015 : Galerie Hadjer[135], Paris. Robert & Sonia Delaunay : La tapisserie, octobre 2015.
- 2014 : Musée d'art moderne de la ville de Paris, Sonia Delaunay, les couleurs de l'abstraction, réunit plus de 400 œuvres de l'artiste du 17 octobre 2014 au 22 février 2015. L'exposition sera ensuite à la Tate de Londres du 15 avril au 9 août 2015[136]
- 1980 : Galerie d'art Albright-Knox Buffalo dans l'État de New York. Rétrospective Sonia Delaunay. Cette rétrospective a circulé jusqu'en 1981 dans une Amérique qui lui a rendu un hommage enthousiaste[103].
- 1975 : Musée d'art moderne de la Ville de Paris, Hommage à Sonia Delaunay, 20 novembre 1975 - 6 janvier 1976
- 1964 : Galerie Bing, Paris.
- 1960 : Galleria d'arte moderna di Torino, Italia. Robert et Sonia Delaunay (mars 1960).

## Décorations
- Officier de la Légion d'honneur (1975)
- Officier de l'ordre des Arts et des Lettres (1963)[137]

## Œuvres principales de Sonia Delaunay
Il n'existe pas encore de catalogue raisonné intégral des œuvres de Sonia Delaunay. C'est le plus souvent à la suite d'expositions Robert et Sonia que l'on peut compléter les informations. La liste ci-dessous est donc loin d'être exhaustive. Elle comprend les peintures, les affiches, les œuvres graphiques, les objets, les livres illustrés, les pièces de vêtement ou les tissus, en majorité provenant de plusieurs donations de Sonia Delaunay, et de Charles et Sonia Delaunay, soit à la Bibliothèque nationale de France, soit au Musée d'art moderne, mais aussi des achats du Centre Pompidou et du Musée des arts décoratifs de Paris. À la suite de la double rétrospective 2014/2015 au Musée d'art moderne de la ville de Paris, puis en 2015 à la Tate modern un nombre important d'œuvres exposées est venu compléter la liste des œuvres de Sonia Delaunay. L'ensemble se trouve sur l'article détaillé.

### 1905-1912
- Finlandaise, 1907-1908, huile sur toile, 56 × 41 cm, Musée d'Israël Jérusalem[139],[140].
- Jeune fille endormie, 1907, huile sur toile-support bois 46 × 55 cm, non localisé[19].
- Philomène, 1907, huile sur toile, 55 × 46,5 cm,Centre national d'art et de culture Georges-Pompidou, donation Sonia et Charles Delaunay en 1964[15]
- Nu jaune (1908, huile sur toile 65 × 98 cm, conservée au Musée d'Arts de Nantes[20]
- Trois nus avec motifs décoratifs de fleurs et d'enfants, 1908, eau-forte imprimée à l'encre rose, format non précisé, BNF
- Broderie feuillage, 1909, laine sur toile 80 × 60 cm Musée national d'art moderne, Paris. Cité par Robert Delaunay dans Du cubisme à l'art abstrait[26]
- Portrait de Tchouiko (poète russe), eau-forte tirée en bistre, 18,5 × 17,3 cm Musée national d'art moderne[141], donation Charles et Sonia Delaunay. D'autres portraits du poète russe ont été peints par Sonia en 1907 et 1908 (non localisés).
- Couverture de berceau, première œuvre textile simultanée, Centre national d'art et de culture Georges-Pompidou[142] confrontée en 2003 à une œuvre de Robert Delaunay
- Plateau, 6 × 40 × 33 cm, conservé au Carnegie Museum of Art, Pittsburgh,Pennsylvanie
- Contrastes simultanés, aquarelle sur papier 13 × 20,8 cm, Centre national d'art et de culture Georges-Pompidou, donation Sonia et Charles Delaunay en 1964[143]
- Contrastes simultanés, huile sur toile, 46 × 55 cm, Musée Thyssen-Bornemisza, Madrid[144].

### 1913-1925
- La Prose du Transsibérien et de la petite Jehanne de France, 1913, Éditions des Hommes nouveaux, Couleurs simultanées au pochoir, 4 feuilles de 19,8 × 35,6 cm, formant un ensemble de 199 × 36 cm, pliées en accordéon au format 18 × 97 cm tiré à 28 exemplaires, dont 16 signés à l'encre par l'artiste et au crayon par l'auteur. Centre Georges Pompidou, Paris. Un exemplaire est conservé au Museum of Modern Art de New York, un autre exemplaire se trouve au Musée Reina Sofia de Madrid.
- Le Bal Bullier, 1913, huile sur toile, 95 × 390 cm Centre national d'art et de culture Georges-Pompidou[39],[7]
- Études de lumière, boulevard Saint-Michel, 1913, dimensions non précisées (présenté au Salon des indépendants de 1914)[142]
- Projet d'affiche Dubonnet, 1914, aquarelle sur papier, 61 × 76 cm, Musée Reina Sofia, Madrid, aquarelle[145]
- Projet d'affiche Dubonnet, 1914, papier découpé et collé, 32,5 × 46,5 cm, Musée national d'art moderne, donation Delaunay 1963[92]
- Les Montres Zénith, 1914, déchets de papiers de couleur découpés et collés sur papier, 66 × 81,5 cm, donation Sonia et Charles Delaunay, Centre national d'art et de culture Georges-Pompidou[146].
- Étude pour Zénith, 1914, six projets pour la même affiche dont le plus petit est de 17 × 22 cm, le plus grand de 66 × 85 cm, aquarelle ou crayon de couleur, quatre exemplaires font partie de la donation Sonia Delaunay à la Bibliothèque nationale de France, et deux au Musée national d'art moderne[147]
- Prismes électriques, 1914, huile sur toile, 250 × 250 cm, achat à l'artiste (1958), Centre national d'art et de culture Georges-Pompidou[148],[7].
- Rythmes circulaires et Réalités concentriques, 1914, gouache, 16,4 × 16,4 cm, collection particulière

#### 1915-1916
- Esquisse de dessin pour le journal Vogue, aquarelle, crayon graphite, et crayon de couleur, sur deux feuilles de papier collées 16,4 × 16,4 cm, Centre Pompidou, Musée national d'art moderne.
- Dessin pour le catalogue de l'exposition de Stockholm, peinture à la cire sur papier, 16,4 × 16,4 cm collection particulière[9]
- Autoportrait, pochoir polychrome à la cire, 33,7 × 45,7 cm pour la couverture du catalogue de l'exposition de Stockholm, avec au plat supérieur, un autoportrait et au plat inférieur l'inscription S. Delaunay-Terk, Paris, BNF[58].
- Le Marché au Minho, 1915, peinture à la cire sur toile 216 × 197 cm, Centre Georges Pompidou, Donation Sonia Delaunay et Charles Delaunay (1964). La toute première version du tableau a été vendue à Drouot en 2011 pour 4 596 340 euros
- Le Marché au Minho peinture à la cire de plus petit format, 50 × 65 cm, peint avant le précédent. Ce tableau a été vendu en 2002 à un collectionneur privé pour 456 750 €
- Marché de Minho 2, Portugal, peinture à la cire, papier marouflé sur toile, 75 × 91 cm, collection privée[note 14].

#### 1916
- Composition danseuse, aquarelle et crayon de couleur sur papier, 29,5 × 22,5 cm, Musée national d'art moderne Centre Pompidou Paris exécutée à Vigo, Espagne[58]
- Nature morte portugaise, huile sur toile, 68,5 × 95 cm, Centre pompidou, Paris
- Nature morte portugaise, huile à la cire sur papier, collection privée, 66,04 × 92,08 cm
- Nature morte portugaise, aquarelle sur papier, 24 × 32,5 cm, collection privée, provenance : succession Sonia Delaunay
- Série des danseuses de flamenco, toutes ne sont pas répertoriées, on ne connaît pas leur nombre, les formats ne sont pas précisés.
  - Danseuse de flamenco, aquarelle sur papier marouflé, Musée Calouste-Gulbenkian Lisbonne
  - Danseuse de Flamenco, aquarelle et crayon sur papier, Musée Calouste-Gulbenkian, Lisbonne
  - Danseuse de flamenco, huile sur toile, collection privée[149]

#### 1917-1918
Suite de tableaux de la série les danseurs comprenant danseuses de Flamenco et chanteurs de Flamenco,.

#### 1918-1920
- Costume pour Cléopâtre, aquarelle sur papier 57 × 36,5 cm, collection privée[58].
- Costume pour Cléopâtre, aquarelle, peinture métallique et crayon sur papier 47 × 32,7 cm Metropolitan Museum de New York, don de William S. Lieberman, 2005[150].
- Costume pour Léonide Massine dans le rôle de l'esclave aquarelle sur papier 49 × 36 cm[59], collection privée
- Costumes pour trois égyptiens, gouache sur papier, 21 × 26,5 cm[59]
- Costume pour la vedette Gaby encre de Chine sur papier, 23 × 18 cm, BNF
- Costume d'Amneris pour l'Aida de Verdi (1920), aquarelle sur papier, 57 × 39 cm, BNF, France[63]

#### 1923-1925
- Rideau poème brodé pour l'appartement du boulevard Malesherbes avec un poème de Soupault écrit sur le tissu[9].
- Costume pour danseuse aux disques, gouache sur papier 34 × 25,4 cm pour la danseuse Lizica Codéranu lors de la soirée à La Licorne (Mouvement perpétuel, musique de Francis Poulenc[68]
- Danseuse aux disques, aquarelle sur papier, 31,6 × 14,6 cm[68]
- Costume d'homme pour Cœur à gaz, aquarelle sur papier,43 × 29 cm
- Costume de femme pour Cœur à gaz, aquarelle sur papier 40,2 × 29 cm[note 15]
- Costume d'homme pour le gala de l'hôtel Claridge, (1924, gouache, pastel sur crayon graphite, 29 × 16,9 cm[79]
- Robe damier, aquarelle et encre de Chine sur papier, 36 × 25 cm, BNF Paris
- Premiers tissus simultanés pour une maison de Lyon[9]
- De nos oiseaux de Tristan Tzara, reliure du livre en cuir cousu, 15,4 × 12,7 cm, Centre Pompidou, Musée national d'art moderne donation Sonia Delaunay et Charles Delaunay 1964[9]

### 1925- 1950

#### 1925-1928
- Les Robes simultanées ce sont les dessins, peintures, huiles sur toiles, aquarelles, de l'énorme quantité de robes simultanées créées par Sonia. On y trouve les robes poèmes et les robes Carnaval de Rio. Beaucoup de robes apparaissent sur le site du Cooper–Hewitt, National Design Museum section de la Smithsonian Institution de Washington, qui en possède trois cents pièces. Parmi cet ensemble :
  - Trois femmes, formes et couleurs (1925, huile sur toile, 146 × 114 cm, Musée Thyssen-Bornemisza, Madrid[151]
  - Robe spirale, carnaval de Rio, aquarelle sur papier, 27,5 × 13 cm et 31,3 × 24 cm, 2 exemplaires conservés à la BNF Paris[152]
  - Robe poème, carnaval de Rio
  - Robe toupie, carnaval de Rio (1923?) 31,3 × 21,2 cm

#### 1926-1945
- Pierrot éclair, (1926) aussi intitulé : Sans titre, Aquarelle et crayons sur papier, 22,8 × 19,4 cm, Centre Pompidou - Musée national d'art moderne, donation Sonia Delaunay et Charles Delaunay 1964
- Peintures murales (1937),
  - Voyages lointains, pour le palais des chemins de fer, Sonia exécute plusieurs grandes peintures murales dont 225 m2 chacune
  - Portugal (disparue) dont il ne reste qu'une Étude pour Portugal, gouache sur papier, 38,5 × 93 cm conservée au National Museum of Women in the Arts, Washington
- Rythme abstraction (1938), peinture à l'huile sur toile, 149 × 182 cm, Centre Pompidou, Donation de Sonia et Charles Delaunay (1964)
- Sans titre 1945, (1945), gouache et collage sur papier 61 × 50 cm aperçu de Sans titre 1945, conservé à la section arts de la Biblioteca Luis Ángel Arango, de Bogota, Colombie.

### 1946-1979
- Composition aux disques, 1946, aquarelle sur papier 35 × 27,3 cm
- Rythme coloré, 1946, format non précisé, huile sur toile, collection privée, États-Unis[153]
- Composition abstraction, 1955, huile sur toile, 216 × 160 cm, donation Sonia et Charles Delaunay (1964) Centre Pompidou
- Composition, 1955, huile sur toile, 160 × 215,5 cm, Centre Pompidou Collection, Musée national d'art moderne
- Rythmes couleurs, 1958, huile sur toile, 143 × 100 cm, donation Sonia Delaunay et Charles Delaunay (1964)
- Écran de soie, 1958, peinture sur soie, 41,5 × 60,3 cm
- Rythmes colorés, 1959, gouache, pastel, et crayon sur papier 56,8 × 77,8 cm, Metropolitan museum of art, don de William Benenson, 1991
- Poésie des mots, Poésie des couleurs, 1961, série de six acryliques sur papier, Centre national d'art et de culture Georges-Pompidou
- Triptyque 1963, huile sur toile 99,7 × 200 cm, Tate Gallery achat en 1966 Tate gallery
- Composition en rouge bleu noir et blanc, 1964 (pas de visuel)
- Rythme syncopé, dit Le Serpent noir, 1967, huile sur toile, 125 x 250 cm, Musée d'Arts de Nantes
- Jojo, 1969, paravent de cire, Musée d'art de Haïfa, Haïfa, Israël
- Sans titre 1969, lithographie, 58,8 × 46,8 cm, Indianapolis museum of Art Indianapolis, Indiana

### Œuvre graphique, œuvre gravé
L'inventaire de l'œuvre gravé fait apparaître environ 65 eaux-fortes exécutées entre 1905 et 1976, 120 pochoirs et 5 sérigraphies (à partir de 1946), ainsi que 92 lithographies composées entre 1941 et 1977. Les pochoirs sont tirés à la cire et supposent une gravure intermédiaire : le plus bel exemple de ce travail reste les planches destinées à La Prose du Transsibérien de Blaise Cendrars (1913), tirées à 150 exemplaires, dont le no 11 est conservé au Musée d'art moderne de la ville de Paris. Elle réalise aussi en 1930 quarante pochoirs du livre d'artiste Compositions, Couleurs, Idées. En 1956, en collaboration avec Tristan Tzara, elle crée quatre compositions au pochoir pour l'album Le Fruit permis. En 1973, elle crée 15 pochoirs pour illustrer neuf poèmes de Rimbaud, livre d'artiste publié en 1973 par Jacques Damase.
De 1941 à 1944, lors de son séjour à Grasse chez les Arp où se trouve également Alberto Magnelli, Sonia Delaunay réalise des lithographies en collaboration avec Hans Arp, Sophie Taeuber-Arp et Alberto Magnelli. Leurs compositions intitulées « œuvres à deux », ne seront publiées qu'en 1950 dans un album de dix lithographies. À compter de 1968, Jacques Damase devient le seul éditeur des lithographies de l'artiste dont les tirages s'élèvent en général à 130 exemplaires ou bien ce tirage de ces œuvres est inconnu,
Une centaine de pièces de l'œuvre gravé sont conservées à la Bibliothèque nationale de France. Elles comprennent des gravures en taille-douce, des lithographies, des pochoirs, des sérigraphies et des affiches imprimées allant de 1912 aux années 1970

### Reliures, liste partielle
- Les Pâques, poème de Blaise Cendrars papier découpé sur pleine reliure souple en peau retournée (BNF)[160]
- Recueil de poésies de Nicolas Minsky, papiers découpé et gouache sur demi-reliure en chagrin noir (Musée national d'art moderne, Paris)
- Œuvres complètes de Guy Laforgue, Mercure de France, Paris, papiers découpés sur pleine reliure de basane brune (BNF)
- Œuvres complètes de Arthur Rimbaud, Mercure de France, Paris, papiers découpés sur pleine reliure de basane brune (BNF)
- L'Hérésiarque et Cie de Guillaume Apollinaire papiers découpés sur demi-reliure de basane brune (BNF)
- Alcools de Guillaume Apollinaire, peinture sur pleine reliure en peau retournée beige, collection particulière
- Méditations esthétique, Apollinaire, peinture sur pleine reliure de basane, collection particulière
- Les Tranplantés de Ricciotto Canudo, fragments de tissus collés sur demi-reliure de basane beige clair (BNF)
- Nos oiseaux de Tristan Tzara, cuirs cousus noirs, blancs, rouges, sur reliure souple, Musée national d'art moderne
- Montjoie, 1968, reliure huile sur cuir et encre sur papier 31 × 28,4 cm,Hirshhorn Museum and Sculpture Garden, Washington DC, aperçu de Montjoie

## Archives
- Fonds : Robert et Sonia Delaunay [archives photographiques et écrites ; 231 boites].  Cote : DEL 1 - 131. Bibliothèque Kandinsky, Centre Pompidou (présentation en ligne).
- Fonds : Robert et Sonia Delaunay [Papier. 23 volumes dont 7 cahiers, un album et un ensemble de reproductions photographiques.].  Cote : NAF 25637-25659. Département des arts du spectacle, Bibliothèque nationale de France (présentation en ligne).

## Hommages
- Est nommé en son honneur (6938) Soniaterk, un astéroïde de la ceinture principale découvert en 1973[161].
- Médaille en bronze hommage à Sonia Delaunay. La face présentant un portrait de l'artiste, au dos l'inscription "Tout est mouvement en couleurs simultanées. Sonia Delaunay". Signée Kristine Tissier et datée 1979. Fondeur la Monnaie de Paris. Poinçon corne. Diamètre : 6,8 cm (Gazette de Drouot, Présentation du fonds d'atelier de l'auteur de la médaille, Magnin Wedry, 2021, lot no 426)
- Affiche originale d'exposition, "Hommage à Sonia Delaunay", réalisée en lithographie en 1975 par l'atelier Arts Litho Paris pour l'exposition de Sonia Delaunay au Musée d'art moderne de la Ville de Paris, du 20 Novembre 1975 au 6 Janvier 1976. Réalisée sur papier vélin. Dimensions : 50 × 65 cm